# Rudka, Bilopillea
Rudka (în ucraineană Рудка) este un sat în comuna Markivka din raionul Bilopillea, regiunea Sumî, Ucraina.

## Demografie
Componența lingvistică a localității Rudka
     Ucraineană (91,03%)
     Rusă (1,92%)
Conform recensământului din 2001, majoritatea populației localității Rudka era vorbitoare de ucraineană (91,03%), existând în minoritate și vorbitori de armeană (7,05%) și rusă (1,92%).